# Teo Joling
Teo Joling (Noord-Holland, 1937) is een Nederlands acteur, vooral bedreven in muziektheater en in mimespel. Zelf hanteerde hij de naam miem.
Die wereld bracht hij naar zichzelf toe. Hij schreef een brief naar mimegrootheid Marcel Marceau in Parijs en mocht in diens opleidingstraject aan de slag. Ondertussen moest hij allerlei baantjes aannemen om die school te kunnen volgen. In 1980 gaf hij toe dat hij te veel in de voetsporen van zijn leraar terecht was gekomen. Om van zijn voorbeeld af te komen ging hij verder studeren bij Étienne Decroux. Hij maakte enige tijd deel uit van het gezelschap Caroussel.
Hij speelde een seizoen Pino in Sesamstraat. Ook in de jaren zeventig was hij actief met Willem Breuker, met wie hij een aantal programma’s maakte, waaronder het (kinder)programma Hullie en Zullie. Mime bleek in Jolings ogen prima te combineren met experimentele (en later ook klassieke) muziek. In dat kader kan ook gekeken worden naar Ploink! met Maarten Altena. Andere programma’s in die combinatie (muziek/mime) waren Willem de Zwijger, Raffai en Dr. Fruddi, in 1981 Wortelstok met Sean Bergin, in 1983 Terminus met Han Bennink. In 1985 volgde een "persiflage” op Aïda met Lucia Meeuwsen en Lieuwe Visser en ook Het Konsert met Meeuwsen alleen, waarin hij een klungelige pianist speelt; een kruising tussen Pierre-Ailain Volondat en Ronald Brautigam, dat terwijl Joling geen piano-opleiding heeft gevolgd. Het gaat hem om (het ontbreken van) de bewegingen. Laatst bekende programma Het vijfde seizoen (2018) was met Guus Janssen, Heleen Hulst en Mary Olivier.
Joling heeft ook twee korte films op zijn naam staan:
- 1966: De wereld, schilderijen van Han Mes met Han Mes zelf, vastgelegd met onder meer twee beroemde cameramannen: Frans Bromet en Jan de Bont, terzijde gestaan door Mat van Hensbergen; het leverde hem/hun een prijs op op het Benelux Filmfestival
- 1968: Een kleine komedie met onder andere musicus Piet Noordijk en actrice Adèle Bloemendaal, tekstschrijver Lennaert Nijgh en kostuums van Alice Edeling.